# Hammudiden
Die Hammudiden (arabisch بنو حمود, DMG Banū Ḥammūd) waren eine aus Nordmarokko stammende Berberdynastie in Málaga und Algeciras (1016–1058).
Ali ibn Hammud an-Nasir (1016–1018) errang als General der Berbertruppen und Statthalter von Ceuta im Bündnis mit den Ziriden von Granada 1016 die Herrschaft über Málaga und Córdoba. Er tötete den umayyadischen Kalifen Sulaiman al-Mustain und erhob sich selbst zum neuen Kalifen. Seinen Bruder al-Qasim al-Mamun setzte er als Statthalter in Sevilla ein (siehe auch: Kalifat von Córdoba). 
Zwar wurde Ali 1018 ermordet, doch konnte sich al-Qasim al-Mamun (1018–1021) in Córdoba durchsetzen und die Dynastie der Hammudiden dort fortführen. Er behauptete sich mit einigem Geschick gegen die verschiedenen Machtgruppierungen in Andalusien. Ein umayyadischer Gegenkalif (Abd ar-Rahman IV.) wurde beispielsweise von den verbündeten Ziriden besiegt und getötet. Allerdings wurde er 1021 durch eine Verschwörung seines Neffen Yahya al-Mutali gestürzt, konnte aber nach Sevilla fliehen. Yahya (1021–1023) zog sich aber schon 1023 nach Málaga zurück, als ihm Córdoba wegen seiner unruhigen Bevölkerung zu unsicher wurde. Al-Qasim bestieg nochmals den Kalifenthron, wurde aber durch einen Aufstand erneut vertrieben. Er geriet in Gefangenschaft von Yahya al-Mutali, der ihn nach einem längeren Arrest hinrichten ließ.
Zwischen 1023 und 1025 herrschten mit Abd ar-Rahman V. und Muhammad III. nochmals Kalifen der Umayyaden, doch kehrte Yahya al-Mutali 1025 nach Córdoba zurück. Allerdings übernahm er nicht mehr selbst das mittlerweile bedeutungslose Kalifenamt, sondern übertrug es einem Stellvertreter, ehe er nach Málaga zurückkehrte.
Nach dem Tod von Yahya 1035 begann der schnelle Niedergang der Hammudiden. So konnten die Abbadiden von Sevilla und die Ziriden von Granada 1058 Algeciras und Málaga erobern und die Herrschaft der Hammudiden abschaffen.